# Агон (игра)
Агон (англ. Agon) — абстрактная стратегическая игра, придуманная Энтони Пикоком (англ. Anthony Peacock) из Лондона и впервые опубликованная в 1842 году.

## Описание
Это игра для двух игроков, в которую играют на шестиугольной игровой доске 6 × 6 × 6. Примечательна тем, что является старейшей известной настольной игрой, в которую играют на доске из шестиугольных ячеек.

## Правила
У каждого игрока есть один ферзь и шесть охранников. Игроки определяют, кто ходит первым, затем ходят по очереди. Каждый ход игрок перемещает одну из своих фишек. Цель игры состоит в том, чтобы первым провести ферзя к центральному гексу (трону) в центре доски и окружить всеми шестью охранниками.